# 크레이개번구

크레이개번 구의 위치

크레이개번구(영어: Craigavon Borough, 아일랜드어: Buirg Craigavon)는 2015년까지 존재했던 북아일랜드의 옛 구였다. 행정 중심지는 크레이개번이며 면적은 378km2, 인구는 93,600명(2010년 기준), 인구 밀도는 247명/km2이다.

## 구 정보
- 행정 중심지: 크레이개번
- 면적: 378km2
- 인구: 93,600명 (2010년 기준)
- 인구 밀도: 247명/km2
- ISO 3166-2 코드: GB-CGV
- ONS 코드: 95N
- 종교 분포: 천주교 44.7%, 개신교 52.9%